# Madonna col Bambino tra ignudi
La Madonna col Bambino tra ignudi è un dipinto a tempera su tavola (31x70 cm) di Luca Signorelli, databile al 1490 circa. Realizzata per la villa medicea di Castello, l'opera è attualmente conservata nella Galleria degli Uffizi di Firenze.

## Storia
L'opera venne probabilmente eseguita per Lorenzo di Pierfrancesco de' Medici, nella cui villa lo vide Vasari. Lorenzo fu il committente anche della Primavera e forse della Nascita di Venere di Botticelli, per cui anche la tavola signorelliana mostra una serie di complessi significati adatti alla committenza colta ed esigente.

## Descrizione e stile
La scena principale è compresa in un tondo. La Vergine si trova seduta su un prato, mentre giocherella col figlio, che le sta sulla sinistra. Essa ha una mole monumentale e dilatata, sottolineata dall'ampio panneggio della veste rossa e del manto azzurro.
Sullo sfondo si trova un gruppo di "ignudi", ora seduti, ora in piedi (di spalle), ora sdraiati. Le loro figure, probabili allegorie di virtù ascetiche o del mondo pagano, si ispirano al gruppo di Adamiti nella lunetta della Morte di Adamo di Piero della Francesca ad Arezzo e faranno da ispirazione per il Tondo Doni di Michelangelo. Il paesaggio, con il motivo dell'arco naturale che inquadra una veduta di edifici classici rimanda a esempi del nord-Italia (la scuola ferrarese, Mantegna) e leonardeschi. Ricordano Leonardo anche le erbette e i fiorellini in primo piano, indagati con curiosità botanica, nonché la cromia leggermente spenta e la sensibilità al chiaroscuro.
Sopra il tondo si trovano alcune decorazioni a monocromo che si rifanno all'arte fiamminga, della quale a Firenze esisteva l'illustre esempio del Trittico Portinari di Hugo van der Goes. Si tratta di due medaglioni a monocromo con Profeti scriventi e un oculo centrale a forma di conchiglia tra due ali, contenente san Giovanni Battista, il Precursore; il santo è identificato anche dalla tabella biansata con la tipica iscrizione "Ecce Agnus Dei", tra nastri svolazzanti che riprendono le linee delle girali vegetali all'antica nella parte superiore; completano la decorazione monocroma due cherubini agli angoli.
Il tema generale sembra quello della preannunciazione della venuta di Cristo, con la preminenza data alla figura del Battista, e una riflessione sulla continuità col mondo del paganesimo e dell'antico testamento (gli ignudi come Adamiti).